# Rajdoot
Rajdoot is een motorfietsmerk uit India, gebouwd door een bedrijf dat Escorts Ltd. heet. 

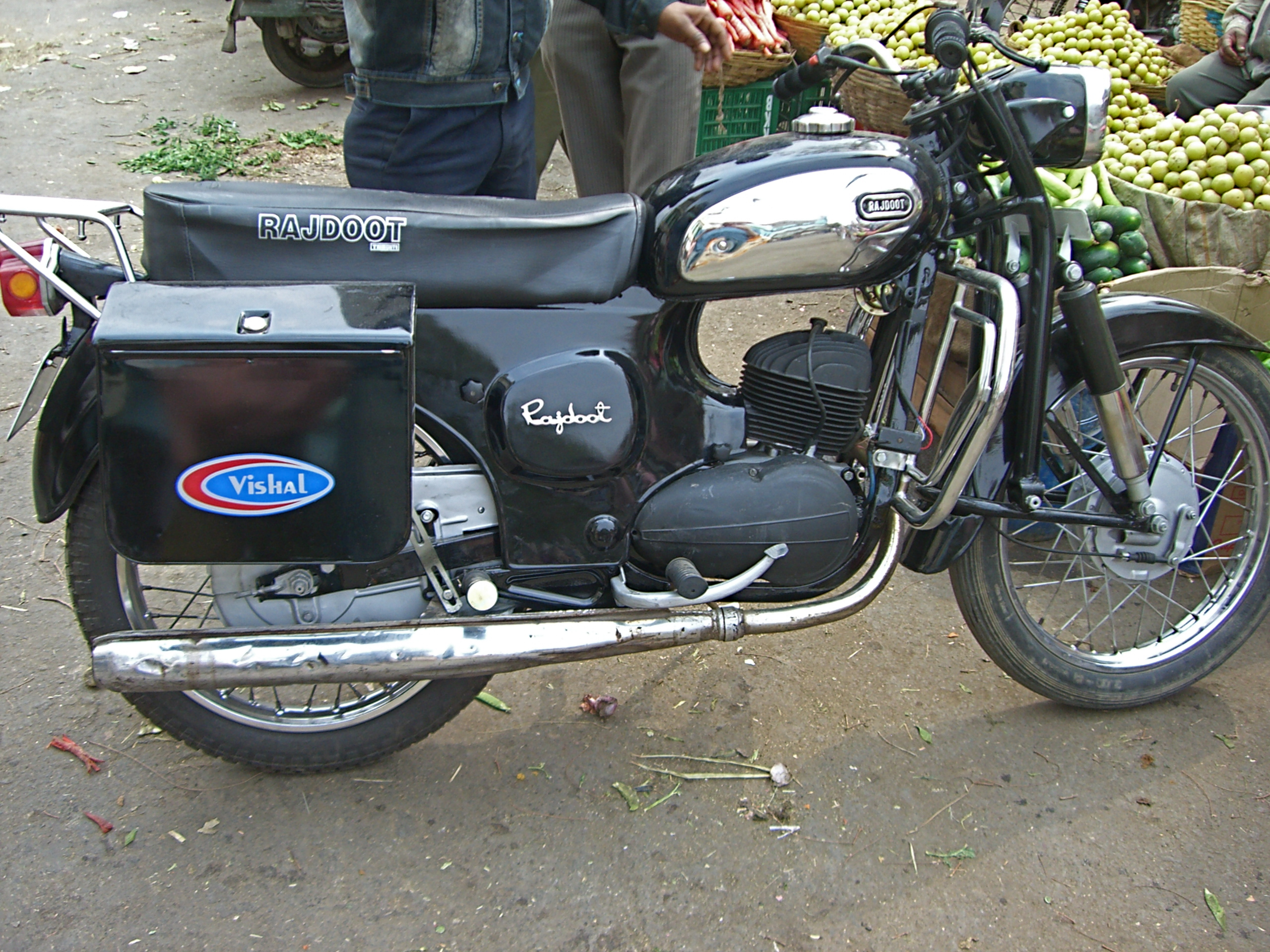
Rajdoot (SHL M11)

Dit merk werkt samen met verschillende andere merken, zoals BMW en Yamaha. Vanaf 1963 werd de SHL M11 in licentie onder de naam Rajdoot geproduceerd. De 123 RC is een eigen product, afgeleid van de vooroorlogse DKW RT 125. Dit is de meest verkochte motorfiets in India. Daarnaast maakt men de RX 100, gebaseerd op de Yamaha RX 100 en de RD 350, in feite een exacte kopie van de Yamaha RD 350 uit 1973. 

## Spot- en bijnamen
Rajdoot 123 RC: Phutphatti (Alleen in het thuisland India gebruikte bijnaam voor de Rajdoot 123 AC. De bijnaam is afgeleid van het “put-put” tweetaktgeluid.)